# ارمور
مردم بورکی که همچنین به بِرکی و بَرَکی نیز شناخته‌شده‌اند قومی آریایی  هستند که در وزیرستان پاکستان و ولایت لوگر افغانستان به‌سر می‌برند. زبان بومی و اصلی این قوم زبان اورمری است که از زمره زبان‌های ایرانی شرقی محسوب می‌شود. این زبان که به‌شدت تحت تأثیر زبان‌های فارسی، اردو و پشتو قرار گرفته امروز در حال نابودی است و کمتر از هزار تن گویشور دارد.

## قدمت تاریخی بورکی
بیلو نویسندهٔ کتاب «جستجویی در تبارشناسی افغانستان» از زبان هرودوت پدر تاریخ آورده‌است، در زمانیکه شاه فارس داریوش هیستاسپ قصد لشکرکشی به مقابل سکائی‌ها از طریق باسفورس داشت، حاکم مصری او یک قوت دریائی و نظامی به مقابل مستعمرات یونانی بارکی و کیرینی به لیبیا می‌فرستد؛ و پس از اینکه پارسیان بارکی‌ها را تصرف می‌کنند، آن‌ها را برده  کرده و به هنگام برگشت از آنجا آن‌ها را در باخترزمین جابه‌جا می‌سازد. به اساس گفتهٔ هرودوت، این اقوام محل بودو باش خود در باختر زمین را نیز به یاد موطن اصلی شان در لیبیا، «برکه» نام‌گذاری کردند. همین اکنون «برکه» یا «بورکه» نام یکی از ولسوالی‌های ولایت بغلان است. پس از سلطه یونانی برکی‌ها ازنگاه تعداد و نفوذ افزایش یافته و موقعیت بسزائی بطرف هندوکش در شمال و کوه سلیمان در جنوب و در شرق تا به اندوس حاصل می شود. به هنگام سلطنت محمود غزنوی، برکی یک قبیله مهم بوده محمود غزنوی را در اشغال هند همراهی کرده و در گشودن دروازهٔ سومنات نقش مهمی داشته‌اند.
با همین اعتبار شاهان افغان (بخصوص شاهان برکزی) همیشه محافظین شخصی خود را از طایفه برکی داشتند.
برکی‌ها توسط امپراتور بابر، در بین قبایل اساسی کابل در اوایل سده شانزدهم ذکر شده‌است؛ ولی سؤال اینکه چرا برکی‌ها در مدت بشتر از ۲۳۵۰ سال به اینسو در همین نفوس کم باقی مانده‌است جای شک و تردید است.
بزرگترین زوال برکی‌ها از کامگاری و نفوذی که در زمان سلطان محمود غزنوی برخوردار بودند، ممکن است در اثر انشقاق و بیگانگی در آمادگی یکی و مخالفت دیگری در پذیرش اسلام شروع شده باشد. به روایت خیرالبیان که احتمالاً در سال ۹۷۸ هجری نوشته شده‌است. ظهیرالدین محمد بابر نخستین کسی است که از زبان برکی در «بابرنامه» سخن به میان آورده‌است. او می‌نویسد:
“ در سرزمین کابل تبارهای گونه گون وجود دارند. در دشت‌ها و دره‌های کوچکش ترک‌ها، عرب‌ها، در شهرها و روستاهایش پشه یی‌ها و پراچی‌ها، تاجک‌ها، برکی‌ها و قبایل افغان زندگی می‌کنند. در کوه‌های غربی اش، قبایل هزاره و نکودری که برخی از آن‌ها به زبان مغولی صحبت می‌کنند، در برخی نقاط کوهی شمال آن کافر و کتور و گیبرک زندگی می‌کنند و مناطق جنوب محل بودو باش قبایل افغان است. حدود یازده تا دوازده زبان در کابل رواج دارد؛ که از آن میان می‌توان اینها را نام برد: عربی، فارسی، ترکی، مغولی، هندی، افغانی، پشه یی، پراچی، گیبری، برکی، و لغمانی… ”. بابر کابل لوگر وردک پروان را بنام کابل یادآوری نموده‌است. هندی‌ها و پاکستانی‌ها تا اکنون افغانستان را کابل می‌نامند. حتی بعضی از مهاجرین افغان افغانستان را کابل می‌گفتند.
براساس شواهد آثار تاریخی که دربورکی علیا (بالا) وجود دارد گواه قدمت این روستا می‌باشد و این آثار در نزدیکی‌های شرکت زرین پاک می‌باشد مثل کاروانسرا و خانه‌های اطراف آن (که با سنگ و ساروج ساخته شده) و راسه بازار و تل میل و۲ آب انبار که یکی کاملاً تخریب  شده و دیگری هنوز پابر جا می‌باشد و … آثارهای دیگری که وجود دارد و در زمین‌های کشاورزی این محدوده به وفور کوزه و کاسه و سنگ آسیاب و اشیاء دیگر توسط کشاورزان یافت می‌شود و به علت ناآگاهی کشاورزان آثار به‌دست آمده را ازبین می‌برند و به علت عدم کاوشگری و باستان‌شناسی در این روستا مشخص نیست که این آثار و قبرهایی که وجود دارد در چه دوره زمانی بوده‌است و این آثار به مرور زمان توسط کشاورزان دچار تخریب و ویرانی شده و خواهد شد.

### معنی کلمه بورکی چیست
همانگونه که در فرهنگ لغت استاد معین آمده (بورک +ی) بورک =یعنی جایی که زمینش به صورت دیم یک سال کاشته می‌شود و یک سال دیگر کاشته نمی‌شود را بورک گفته و آن (ی)، (ی) نسبی است که به این نام داده شده‌است۰